# Успенская церковь (Святица)
Успенская церковь (Церковь Успения Пресвятой Богородицы) — восстанавливаемый храм Уржумской епархии Русской православной церкви, расположенный в селе Святица Фалёнского района Кировской области.
Была построена в 1813 году. Престолов три: в холодном храме в честь Успения Пресв. Богородицы, в теплом во имя Всех Святых и в честь Святителей Афанасия и Кирилла Патриархов Александрийских.

## История
В 1805 году начато строительство церкви, а уже в 1813 — завершена постройка каменного храма Во имя Успения Божьей Матери с двумя приделами в честь Всех Святых и Святейших Афанасия и Кирилла Александрийских патриархов. Старую деревянную церковь разобрали в 1815 г.
Приделы освящены 28 и 29 сентября 1813 г., а холодный Успенский храм освящен в 1818 г. На зиму холодный храм отгораживался временной перегородкой и богослужения велись в теплых приделах. В Пасху, на лето перегородку снова убирали. Позднее, в подвальном этаже, устроен ещё один, пещерный престол в честь Св. Пророка Ильи.
В 1853 г. построена ещё и деревянная Трехсвятительская кладбищенская церковь
В 1882 году прихожане Святицкой церкви из деревни Короли Юрской волости построили деревянную часовню в память мученической смерти царя Александра II. Часовня освящена и названа «Во имя Пресвятой Богородицы небесной покровительнице русского народа и ныне царствующего державного и августейшего дома, в честь преславного Рождества Ея».
В 1882 году часовню превратили в церковь, которую назвали в честь Архангела Михаила.
15 января 1886 года указом Священного Синода из деревень Святицкого и Ильинского приходов выделен новый Мало-Королевский приход, включавший деревни по границам современных Фаленского района и Ярского района Удмуртии.
Святицкий приход в 1872 г. состоял из 79 селений, а в 1908 — из 73 деревень и починков Глазовского и Слободского уездов. Село являлось центром Святицкой (Лекомской) волости Глазовского уезда.
30 декабря 1919 г. представители церковной общины подписали с председателем Святицкого совета Игнатием Шуклиным соглашение о передаче церковных зданий в бессрочное и бесплатное пользование.
За период с 1919 по 1924 гг. в Успенской церкви переложена одна духовая печь и две печи исправлены. Отремонтированы и остеклены рамы. Вокруг церковной ограды устроены коновязи.
Первая попытка закрыть церковь, как описано выше, была ещё в 1919 году. Второй раз церковь временно закрыли решением Фаленского райисполкома 27 декабря 1935 «в связи с эпидемией скарлатины». Верующие написали жалобу в Киров. С 26 марта 1936 г. богослужения возобновились. Окончательно закрыта решением Исполкома Областного Совета от 25 мая 1940 года.
В сентябре 1943 года верующие писали в облисполком заявление с просьбой возобновить богослужение. Но районные власти
сообщили в вышестоящие органы, что храм в непригодном состоянии, и просьбу не удовлетворили.

## Настоящее время

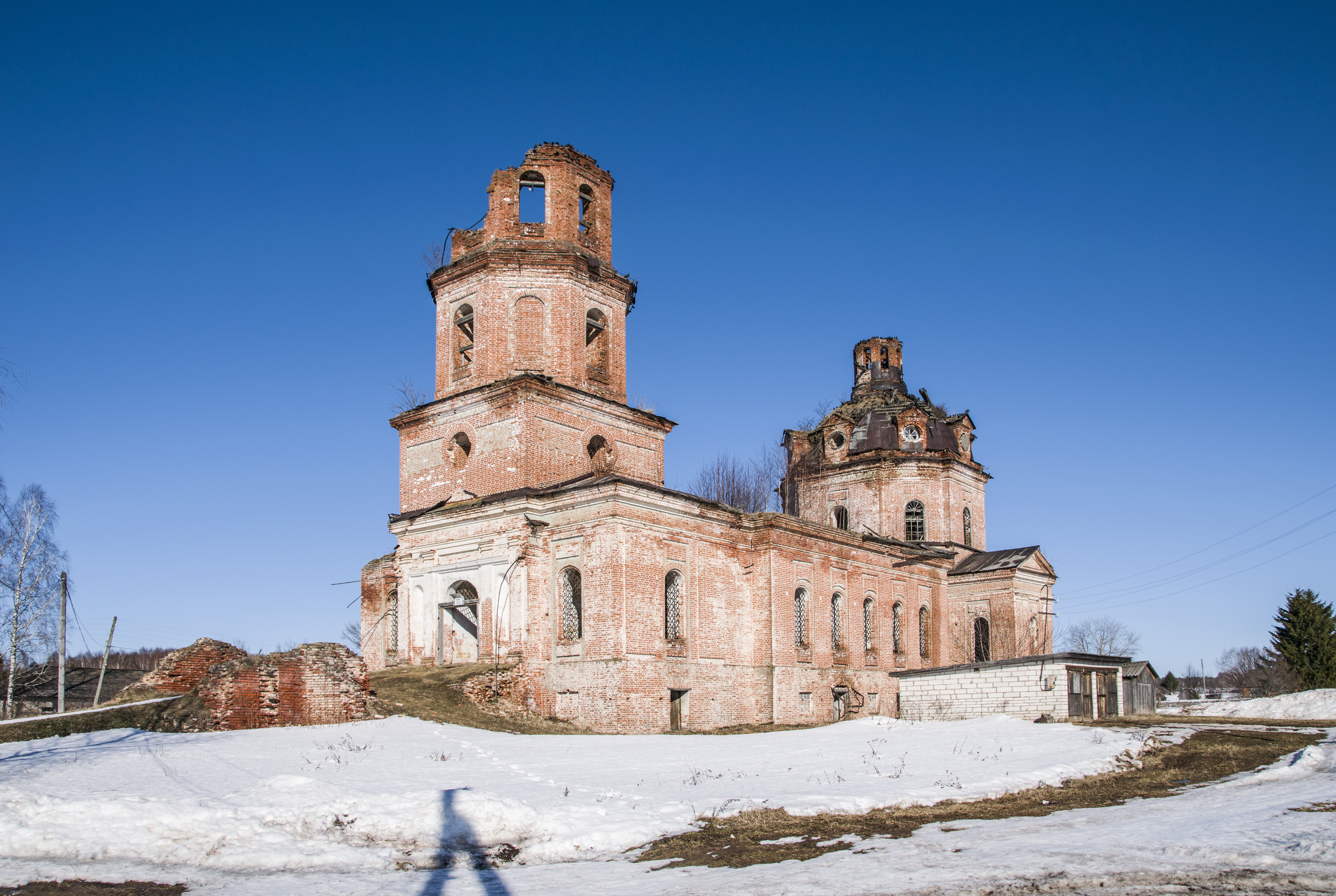
Успенская церковь в 2020 году

На данный момент церковь находится в полуразрушенном виде, и представляет собой достопримечательность села Святицы. Так же был организован сбор пожертвований для восстановления церкви, но нужной суммы не было собрано.
28 сентября 2013 года, была впервые за 73 года проведена церковная служба, которую возглавил иерей Василий Ижик, настоятель Георгиевского храма пгт Фалёнки. Он сказал: «Я рад видеть столько народа в храме, для которого началась новая жизнь. Эту красивейшую церковь вполне реально восстановить, ведь даже есть крыша над головой. В первую очередь надо вставить окна и двери. И если взяться всем миром — это под силу, тем более здешний приход немал».